# Benjamin Zix

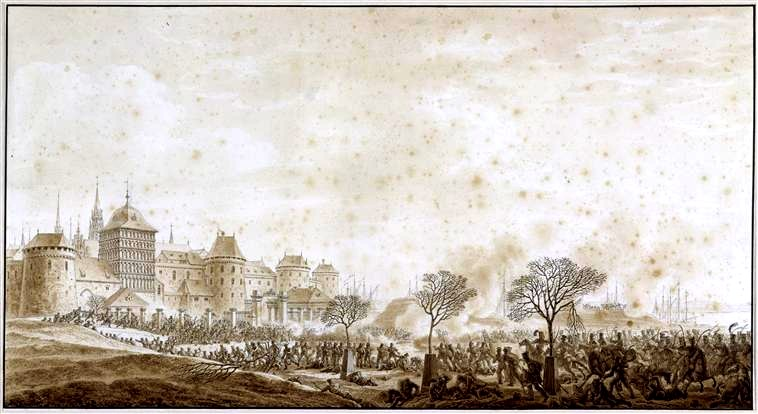
Die Schlacht bei Lübeck, 7. November 1806. Preussische und französische Truppen kämpfen vor dem Burgtor - Benjamin Zix.

Benjamin Zix (* 25. April 1772 in Straßburg; † 7. Dezember 1811 in Perugia) war ein deutsch-französischer Maler.

## Leben
Zix lernte ab 1788 in der Zeichenschule Joseph Mellings (1724–1796), dann bei Christophe Guérin (1758–1831) in Straßburg. Er trat 1792 in die Rheinarmee ein, wo er im General Balthazar von Schauenburg einen Gönner fand, der ihn als Zeichner in sein Hauptquartier berief. Zix nahm 1800 seinen Abschied von der Armee und ließ sich in Straßburg nieder.
Anlässlich des feierlichen Einzugs Napoleons in Straßburg im September 1805, für dessen Vorbereitung Zix den Entwurf zu dem Triumphbogen gezeichnet hatte, erregte er die Aufmerksamkeit des von Napoleon geschätzten Künstlers und Generaldirektors der kaiserlichen Museen Vivant Denon. Dieser zog, mit zahlreichen Privilegien ausgestattet, in Napoleons Gefolge durch Europa. Er nahm den jungen Zix in seine Dienste, dem sich nun die Gelegenheit eröffnete, als Napoleons Historiograph mit dem Zeichenstift die kriegerischen und politischen Taten des Korsen festzuhalten. So kam Zix im Dezember 1805 nach München, im Januar 1806 nach Wien, im Frühjahr 1806 über Straßburg nach Paris und im Herbst desselben Jahres im Gefolge Denons nach Frankfurt. Im Tross der Hauptarmee zeichnete er am 8. und 9. Oktober die Gefechte in Saalburg und Schleiz und kurz nach der Schlacht von Jena und Auerstedt gelangte er nach Weimar, wo er Goethe porträtierte. Von dort reiste er nach Berlin, wo er Augenzeuge des Einzugs Napoleons am 27. Oktober 1806 wurde.
Im Februar 1807 kehrte Zix nach Paris zurück. Im Herbst 1808 bis Februar 1809 hielt er sich mit Denon in Spanien auf. Im Sommer 1809 war er im Gefolge Denons in Österreich (Linz, Wagram, Wien). Im November 1809 erfolgte die Rückkehr über München, wo er die lith. Anstalt Alois Senefelders besuchte. Danach ging es über Straßburg nach Paris.
Im Herbst 1811 reiste Zix mit Denon über Lyon, Aix-les-Bains, Chalon-sur-Saone und Avignon nach Florenz und Rom. Auf der Rückreise zog er sich eine tödliche Erkrankung zu. 1811 erlag er in Perugia einem Fieber.
Die Einzeletappen seines bewegten Lebens sind aus dem umfangreichen Briefwechsel Zix’ mit seiner Familie und aus seiner autobiographischen Skizze, die sich bei Dollinger abgedruckt findet, ersichtlich.

## Werk
Zix gehört zu den berühmtesten Malern seiner Epoche. Als offizieller Histograph der napoleonischen Waffentaten hielt er die Schlachtfelder, die eroberten Plätze und Städte sowie die militärischen Szenen der Jahre 1806–10 mit dem Zeichenstift für die Nachwelt fest. In einer Reihe von Zeichnungen dokumentierte er auch die Arbeit Denons, der als "Auge Napoleons" in den besetzten Gebieten Europas Kunstgegenstände beschlagnahmte.
Seine Zeichnungen und Gemälde hängen in den Museen von Straßburg, Mülhausen und im Louvre in Paris. Zahlreiche Werke befinden sich auch in Privatbesitz. Zu seinen berühmtesten Bildern gehört seine Zeichnung Napoleon und Marie-Louise zu Besuch in den Antikensälen des Louvre (um 1810).
Einige von Zix' Zeichnungen haben Heinrich Reinhold als Vorlagen für seine Stiche gedient, darunter beispielsweise Napoleon bei Wagram 5./6. Juli 1809, am Wachfeuer schlafend. Zix' Zeichnung vom Schlachtfeld von Preußisch Eylau ist vermutlich die Vorlage für Antoine-Jean Gros’ berühmtes Louvrebild.
Originalblätter von Zix sind u. a. neun Radierungen: Malerische Ansichten des ehemaligen Elsass usw., Straßburg 1805 (8 Blätter), einige Aquatintastiche (1809 entstanden) sowie die Lithographie Ruhe der heiligen Familie auf der Flucht.
Seine zwei großen Aquarelle Vermählung Napoleons (Louvre u. Manuf. Nat. Sèvres) sollten für den Schmuck der niemals vollendeten und verschollenen Sèvres-Vase Mariage de l’Empereur Verwendung finden.
Im Museum Straßburg befindet sich ein mit B.Zix pinx. bezeichnetes Miniaturbildnis eines jungen Mannes (Kat. 1938, Nr. 500).
Emile Erckmann und Alexandre Chatrian: Ein Soldat von 1813 („Histoire d'un conscrit de 1813“). Deutscher Bücherbund, Stuttgart 1968 (Titelbild und 12 Illustrationen von Benjamin Zix).

## Ehrungen und Auszeichnungen
Straßburg ehrte seinen berühmten Sohn mit einem „Place Benjamin Zix“ im historischen Zentrum der Stadt.

## Ausstellungen
- 1911: Ausstellung aus Anlass der 100. Wiederkehr des Todestages des Künstlers in Straßburg, Rohan-Schloss
- 1961: Ausstellung aus Anlass der 150. Wiederkehr des Todestages des Künstlers in Straßburg, Rohan-Schloss